# Харт, Меймри
Меймри Лиллиан Харт (англ. Mamrie Lillian Hart, родилась 22 сентября 1983) — американский комик, актриса, писатель и исполнитель.
Она получила известность в 2011 году благодаря её Ютуб шоу Ты достоин напитка (англ. You Deserve A Drink, сокращённо 'YDAD), за которое она получила награду Streamy в 2014 году за лучшую женскую роль в жанре комедия и в 2015 году за лучшего автора книги.. Она также была соавтором, сопродюсером и снялась в фильме Лагерь Такота.

## Личная жизнь
Харт родилась в Нью-Джерси и училась в школе в Бунвиле, Северная Каролина. Её отец – актер Дэвид Харт, а мать – школьный учитель английского языка. У нее есть брат по имени Дэвид и сестра Энни. Её родители развелись, когда ей было девять лет. Харт назвали в честь ее прабабушки, Лилиан Меймри. Харт получила степень бакалавра театрального искусства в UNC-Чапел-Хилл. После окончания, она переехала в Нью-Йорк , чтобы стать "серьезной актрисой".

## Карьера

### Cudzoo and the Faggettes
Cudzoo и Faggettes - группа, известная своими юмористическими текстами и выступлениями с пошлыми намёками. Меймри ‘Меймтаун’ Харт объединилась с Эрин ‘Е-бомб’ МакКарсон и Джессикой 'Джей-трейн’ Бартли и сформировала группу под названием Cudzoo и Faggettes. Название группы Cudzoo имеет отсылку к названию лозы кудзу, которая распространена на юге США, откуда и были все три девушки. Имя “Faggettes” аккомпанирующая группа получила после того, как ее участники попросили трех участниц не придумывать название, связанное с геями (“Faggettes” созвучно с американским матом, которым обычно гомофобы обзывают геев. – прим. ред.). Свой стиль они называют смесью между ду-вуп и ретро-роком. Они часто выступают в Нью-Йорке, хотя в настоящее время группа находится в неактивном состоянии, потому что Харт сейчас проживает в Лос-Анджелесе. Они выпустили два альбома: Самые красивые девушки с самой грязной речью в 2009 (англ. The Prettiest Girls With The Filthiest Mouths) и Проблемы с отцом в 2012 (англ. Daddy Issues). Наиболее заметные синглы – "Проблемы с отцом" и "Нью-Йоркские девушки".

### YouTube
Харт присоединилась к YouTube с 20 июня 2009 года. Она начала свой основной канал Ты заслуживаешь напитка (YDAD) 13 марта 2011 года, где она выпускает еженедельные учебные видео миксологии, с уникальным коктейлем в каждом, что позволяет ей совмещать её прошлый опыт работы барменом с актёрской игрой. Видео содержат отсылки к поп-культуре, намеки с сексуальным подтекстом и многочисленные каламбуры, иногда она готовит напитки для знаменитостей, которые, по её мнению, достойны напитка. После того как напиток заканчивается, Харт призывает зрителей сделать коктейль самим, а потом пересмотреть видео, используя его в качестве игры на выпивку, где участник делает глоток каждый раз, когда она произносит каламбур. Её любимый напиток — «буравчик».

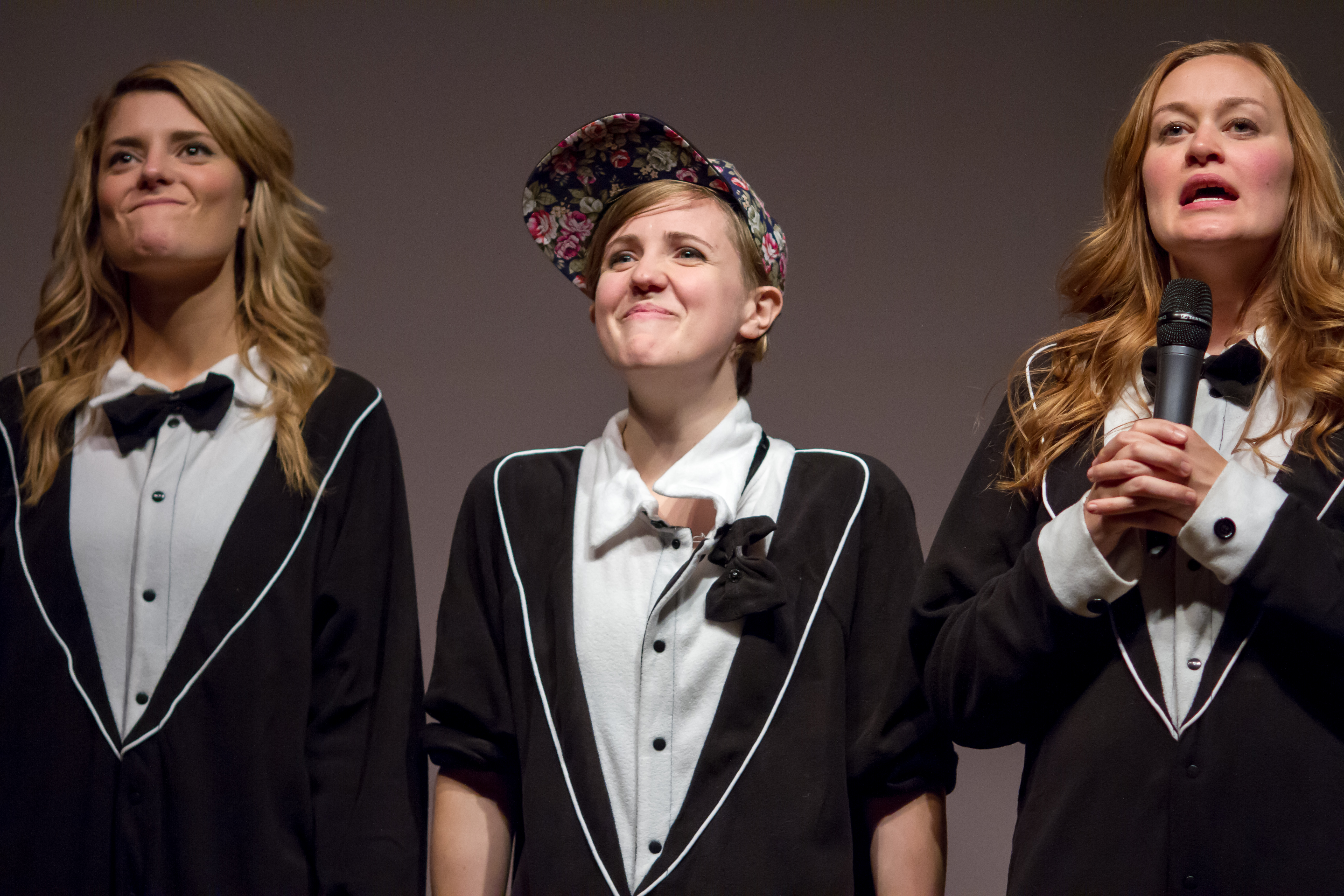
Грейс Хелбиг и Ханна Харт на сцене с Меймри на шоу Без фильтра в Портленде, штат Орегон, в декабре 2013 года

Харт периодически снимает видео с другими Ютуб-личностями, такими как Грейс Хелбиг, Тайлер Окли, Ханна Харт и Флула Борг.
7 мая 2013 года Харт представила свой второй канал на YouTube, Mametown, на её странице на Тамблере. На него Харт старается загружать видео неотносящиеся к YDAD. Изначально она спрашивала своих зрителей порекомендовать, что она должна размещать на канале. С тех пор она выложила множество уникальных видео, которые варьируются от забавных персонажей и знакомства с её собакой Бинз Харт до влогов.
1 июля 2014 года Харт и Грейс Хелбиг впервые показали кадры их веб-шоу о путешествиях #HeyUSA на канале Astronauts Wanted на YouTube. 15 октября 2014 было выпущено восемь полнометражных серий. Второй сезон #HeyUSA был выпущен 16 апреля 2015 года, но на этот раз с участием особых соведущих-гостей вместо Грейс Хелбиг. Зрители отбирали соведущих: Коллин Баллинджер, Флулa Борг, Кингсли, Дженна Марблс и Тайлер Окли. Хелбиг выбирала место, в которое Харт и её соведущий отправятся в каждом эпизоде.

### Upright Citizens Brigade
Харт писала и исполняла скетчи с Upright Citizens Brigade в Челси, в Нью-Йорке, как вживую, так и с помощью интернет-трансляций. Шоу BOF (сокр. от англ. Best Of Friends – "Лучшие Друзья", произносится "боаф") было номинировано на награду "лучший групповой скетч группы" в 2010 году и в 2011 на награду ECNY.

### #NoFilter
В 2012 году, Грейс Хелбиг, Ханна Харт и Меймри Харт образовали живое шоу, которое они назвали #NoFilter с комедийными этюдами, импровизациями, подарками и песнями. В отличие от многих живых выступлений, они поощряют запись шоу на фото и видео, чтобы потом поделиться в социальных сетях. Также они разыгрывали фанфики написанные пользователями Тамблер, в которых участвуют все три девушки.

### ТВ и кино
Меймри появлялась в нескольких телевизионных рекламных роликах, включая кампанию La-Z-Boy с участием Брук Шилдс. она появилась в эпизоде Не доверяйте с--- из квартиры 23 во втором сезоне шоу "Ocupado" в роли Терезы. Меймри также играла бисексуальную девушку по имени Эрин в General College, некоммерческом ТВ-шоу.
Также она участвовала в программе Недели Комедии на YouTube, которая началась 19 мая 2013 года.
2 августа 2013 Харт объявила на главной сцене VidCon 2013, что она будет играть главную роль в своем первом художественном фильме вместе с её друзьями Грейс Хелбиг и Ханной Харт. Харт написала сценарий в соавторстве с Лидией Геннер. Сюжет Лагеря Такота заключается в том, что молодой девушке, которую играет Хелбиг, приходится оставить свою жизнь в большом городе, работу и вернуться в свой старый летний лагерь, где она воссоединяется со старыми друзьями, которых играет Ханна и Меймри. Фильм отрежессированный Крисом и Ником Риделлом начал сниматься в Калифорнии 12 августа 2013 года. Официальный трейлер фильма был выпущен 24 декабря 2013 года на ютуб каналах Меймри, Грейс и Ханны, а также на официальном сайте фильма. 5 февраля 2014  был выпущен расширенный трейлер на канале Хелбиг itsGrace и на сайте Лагеря Такота  Лагерь Такота был выпущен через цифровую загрузку 14 февраля 2014.
Меймри пять раз появилась на викторине @midnight Comedy Central. Она стала победителем в 80 и 171 эпизодах 1 сезона. Меймри также появилась в первом эпизоде Шоу Грейс Хелбиг на телеканале Е! 3 апреля 2015 года.
28 Октября 2015 Харт и ее подруги и коллеги Грейс Хелбиг и Ханна Харт объявили о подготовке к съемкам на нового фильма под названием Безумный Тридцатник (англ. Dirty Thirty), который выйдет в 2016 в цифровом формате.

### Книга
Харт оформила контракт с Plume Books в начале января 2014 года и планировала опубликовать свои мемуары весной 2015 года.

О своей книге Харт сказала:
"В каждой главе будет свой собственный рецепт, так что в идеальной ситуации, когда вы читаете о том, что однажды я влюбилась в парня полу-человека-полу-змею и сбежала с ним на лето работать в карнавале, вы сделаете мартини со вкусом сладкой ваты и будете пить во время чтения. Примечание: Это не одна из моих историй. Парень полу-человек-полу-змея был слишком хорош для меня".
Что касается стиля изложения, она сказала:
“Весь мой стиль юмора – это самоуничижение — принятие своих недостатков, это говорить: "Да пошел ты", всем, кому это не нравится”, – говорит она. “Надеюсь, что это настроение передастся [этой книге]. Каждая история объяснит, почему я такая, какая я есть”.
Книга, под названием Ты заслуживаешь напитка: пьяные злоключения и развратые сказки (англ. You Deserve a Drink: Boozy Misadventures and Tales of Debauchery) была выпущена 26 мая 2015 года.